# Открытый доступ в России
Откры́тый до́ступ в России — собирательный термин, обозначающий ряд принципов и практик, которые обеспечивают бесплатный, оперативный, постоянный, полнотекстовый онлайн доступ к научным публикациям на территории России. Национальные проекты по развитию открытого доступа реализует созданный в 2002 году Национальный электронно-информационный консорциум (НЭИКОН) при поддержке Фонда президентских грантов.
На расширенном заседании Приграничного белорусско-российско-украинского университетского консорциума (ПБРУУК) 20 января 2008 года была одобрена «Белгородская декларация », выражающая поддержку открытого доступа к научным знаниям и культурному наследию. Декларацию подписали 23 апреля 2008 года.
На 12-й Берлинской конференции по открытому доступу 8–9 декабря 2015 года была сформирована «инициатива открытого доступа 2020» (OA2020 Initiative) и принят документ «OA2020 Expression of Interest» (выражение заинтересованности). Из российских организаций его подписали Белгородский государственный университет, Национальный электронно-информационный консорциум (НЭИКОН) и Ассоциация интернет-издателей.

## Репозитории
Работают несколько цифровых репозиториев с открытым доступом в которых предлагаются подборки создаваемых по российским грантовым программам статей. Они содержат журнальные статьи, главы книг, данные и другие результаты исследований, которые бесплатно доступны для чтения.